# Wisden Cricketers' Almanack

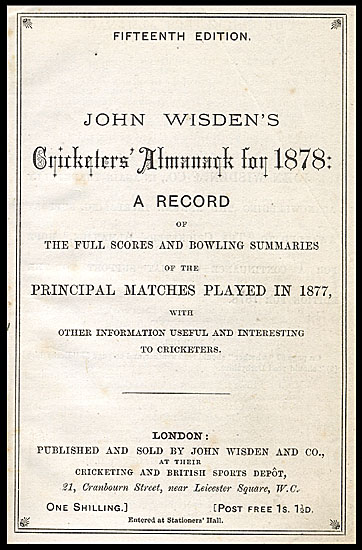
Couverture de l'édition 1878 du Wisden Cricketers' Almanack.

Le Wisden Cricketers' Almanack, ou plus simplement Wisden, est un almanach sportif consacré au cricket. Créé en 1864 par l'ancien professionnel John Wisden, il est publié chaque année au Royaume-Uni.

## Récompenses décernées par le Wisden

### Wisden Cricketers of the Year
Les journalistes du Wisden Cricketers' Almanack décernent chaque année le trophée de Wisden Cricketer of the Year, qui récompense les cinq meilleurs cricketers jouant en Angleterre. De 2000 à 2003, le titre a cependant concerné des joueurs pratiquant dans le monde entier.
Sauf rares exceptions, un joueur ne peut recevoir cette récompense qu'une seule fois dans sa carrière.

### Wisden Cricketers of the Century
En 2000, un panel de cent spécialistes du cricket désignés par le Wisden a décerné le titre de joueur du siècle à cinq joueurs : Sir Donald Bradman (100 voix/100), Sir Garfield Sobers (90 voix), Sir Jack Hobbs (30 voix), Shane Warne (27 voix) et Sir Viv Richards (25 voix).